# Плоска Вершина
Плоска Вершина (рос. Плоская Вершина) — присілок у Добринському районі Липецької області Російської Федерації.
Населення становить 54 особи. Належить до муніципального утворення Верхнєматрьонська сільрада.

## Історія
З 13 червня 1934 до 1954 року у складі Воронезької області. Відтак входить до складу Липецької області.
Згідно із законом від 23 вересня 2004 року № 126-ОЗ органом місцевого самоврядування є Верхнєматрьонська сільрада.

## Населення
| 2010 |
| ---- |
| 54   |